# Rheocricotopus frequens
Rheocricotopus frequens är en tvåvingeart som beskrevs av Bhattacharyay 1991. Rheocricotopus frequens ingår i släktet Rheocricotopus och familjen fjädermyggor.
Artens utbredningsområde är West Bengal (Indien). Inga underarter finns listade i Catalogue of Life.